# Danse Macabre (album)
Pour les articles homonymes, voir Danse macabre (homonymie).
Albums de Duran Duran
Future Past
(2021)
Singles
1. Danse Macabre
Sortie : 30 août 2023

Danse Macabre est le seizième album studio du groupe britannique Duran Duran sorti en 2023. Il s'agit de leur second album sorti via le label BMG. Il s'agit d'un album-concept autour de Halloween.
L'album est produit par le groupe lui-même, avec l'aide notamment de Josh Blair et Mr Hudson. Il contient des apparitions d'artistes comme Nile Rodgers et Victoria De Angelis de Måneskin.

## Historique et enregistrement
Le 20 mars 2023, Duran Duran confirme qu'un nouvel album est en développement et qu'il devrait sortir dans l'année. Il est précisé par ailleurs que le guitariste Andy Taylor, membre du groupe entre 1980–1986 et 2001–2006, apparaitra sur quelques titres. Il s'agit d'un album-concept sur Halloween. Le groupe a eu cette idée après un concert de Halloween à Las Vegas le 31 octobre 2022. Le chanteur Simon Le Bon dit alors que cet opus est « à propos d'une folle fête d'Halloween » et qu'il est « censé être amusant ». Le claviériste Nick Rhodes  déclare quant à lui que l'album a été « métamorphosé par un processus pur et organique » et qu'il a été réalisé plus rapidement que tout ce qu'ils avaient fait depuis leur premier album. Il ajoute que le résultat a été quelque chose qu'ils ne pouvaient pas prédire, citant les éléments centraux du groupe « l'émotion, l'humeur, le style et l'attitude » comme l'essence de l'album. Il résume le concept en le présentant comme « la bande originale de leur ultime fête d'Halloween ». Membre fondateur et bassiste du groupe, John Taylor ajoute que l'album « offre un aperçu intéressant de la personnalité du groupe » avec une musique qui « a vraiment du punch ».
Bien qu'il soit disponible en précommande mi-août 2023, Danse Macabre n'est officiellement annoncé que le 30 août 2023. Le premier single éponyme est publié ce même jour. Selon Nick Rhodes, la chanson célèbre « la joie et la folie de Halloween ».
L'album est produit par le groupe aidé de Josh Blair et Mr Hudson. Il contient des reprises de titres de Billie Eilish, The Rolling Stones, Siouxsie and the Banshees, Rick James et Talking Heads.

## Singles
Le premier single, Danse Macabre, est publié le 30 août 2023, jour de l'annonce officielle de la sortie de l'album,.

## Liste des titres
| 1.    | Nightboat                                     |                                                                                       |  | 4:23 |
| 2.    | Black Moonlight                               |                                                                                       |  | 3:06 |
| 3.    | Love Voudou                                   |                                                                                       |  | 4:29 |
| 4.    | Bury a Friend                                 | - Billie Eilish - Finneas O'Connell                                                   |  | 3:04 |
| 5.    | Supernature                                   | - Lene Lovich - Alain Wisniak - Marc Cerrone                                          |  | 3:44 |
| 6.    | Danse Macabre                                 | - Simon Le Bon - John Taylor - Roger Taylor - Nick Rhodes - Benjamin Hudson McIldowie |  | 4:22 |
| 7.    | Secret Oktober 31st                           |                                                                                       |  | 4:22 |
| 8.    | Ghost Town                                    | Jerry Dammers                                                                         |  | 3:00 |
| 9.    | Paint It, Black                               | Jagger/Richards                                                                       |  | 2:38 |
| 10.   | Super Lonely Freak                            | - Rick James - Alonzo Miller                                                          |  | 4:27 |
| 11.   | Spellbound                                    | - Susan Ballion - Peter Edward Clarke - John McGeoch - Steven Severin                 |  | 3:27 |
| 12.   | Psycho Killer (featuring Victoria De Angelis) | - David Byrne - Chris Frantz - Tina Weymouth                                          |  | 4:25 |
| 13.   | Confession in the Afterlife                   |                                                                                       |  | 4:33 |
| 50:00 |                                               |                                                                                       |  |      |

## Crédits
Duran Duran
- Simon Le Bon : chant principal
- Nick Rhodes : claviers
- John Taylor : basse
- Roger Taylor : batterie

Autres
- Mr Hudson : production
- Josh Blair : production